# Kawanabe Ryosuke
Ryosuke Kawanabe (sinh ngày 26 tháng 2 năm 1986) là một cầu thủ bóng đá người Nhật Bản.

## Sự nghiệp câu lạc bộ
Ryosuke Kawanabe đã từng chơi cho Tochigi SC, Giravanz Kitakyushu, Matsumoto Yamaga FC, AC Nagano Parceiro và Gainare Tottori.